# Markovac (Bośnia i Hercegowina)
Markovac (cyr. Марковац) – wieś w Bośni i Hercegowinie, w Republice Serbskiej, w gminie Čelinac. W 2013 roku liczyła 161 mieszkańców.